# ちかチャット

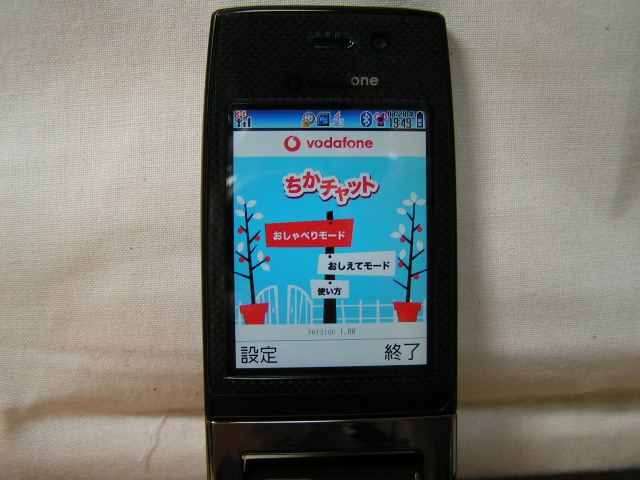
ちかチャット起動画面（904SH)

ちかチャットとは、SoftBank 3G携帯電話にプリインストールされている、Bluetoothを介して文字の送受信（チャット）を行うアプリ。通信料はかからず無料で利用できる。最大8人と同時にチャットができる。特長としては、文字通信に特化しパケット通信を行わないため、圏外でも使用できる。通信できる範囲はBluetoothのClass2の到達範囲、つまり半径10メートル前後である。ただし周辺環境によっては10メートル以上にも未満にもなる。

## 対応機種
936SH、 935SH、 934SH、 922SH、 921SH、 920SC、 920SH、 920SH YK、 913SH、 913SH G、 912SH、 911SH、 910SH、 905SH、 904SH、 823SH、 822P、 821P、 821SH、 821SC、 820P、 820SC、 820SH、 816SH、 815SH、 814SH、 813SH、 812SH、 812SH s、 812SH sII、 811SH、 810P、 810SH、 805SC、 706P、 705P、 705Px、 705SH、